# Brian Kidd
Brian Kidd (Manchester, 29 maggio 1949) è un ex calciatore e allenatore di calcio inglese, di ruolo centrocampista.

## Palmarès

### Giocatore

#### Club

##### Competizioni nazionali
- Charity Shield: 1

Manchester United: 1967

##### Competizioni internazionali
- Coppa dei Campioni: 1

Manchester United: 1967-1968